# Leirfjord
Leirfjord – norweskie miasto i gmina leżąca w regionie Nordland.
Leirfjord jest 227. norweską gminą pod względem powierzchni.

## Demografia
Według danych z roku 2005 gminę zamieszkuje 2156 osób. Gęstość zaludnienia wynosi 4,86 os./km². Pod względem zaludnienia Leirfjord zajmuje 328. miejsce wśród norweskich gmin.
| ludność stan na 1 stycznia 2005 |         |           |       |
|                                 | kobiety | mężczyźni | razem |
| osób                            | 1122    | 1034      | 2156  |
| %                               | 52,04%  | 47,96%    | 100%  |

| wykształcenie stan na 1 października 2004 |        |         |        |        |
|                                           | podst. | średnie | wyższe | niezn. |
| osób                                      | 485    | 964     | 221    | 45     |
| %                                         | 28,28% | 56,21%  | 12,89% | 2,62%  |

## Edukacja
Według danych z 1 października 2004:
- liczba szkół podstawowych (norw. grunnskolar): 5
- liczba uczniów szkół podst.: 331

## Władze gminy
Według danych na rok 2011 administratorem gminy (norw. rådmann) jest Runar Kristiansen, natomiast burmistrzem (norw. ordfører, d. borgermester) jest Ivan Haugland.